# 安德拉尼克·哈克布延
安德拉尼克·哈克布延（1981年10月6日—）是一名亞美尼亞男子拳擊運動員，他曾經代表國家參加2012年倫敦奧運的中量級拳擊比賽，並未獲得獎牌。